# ヴェステロース

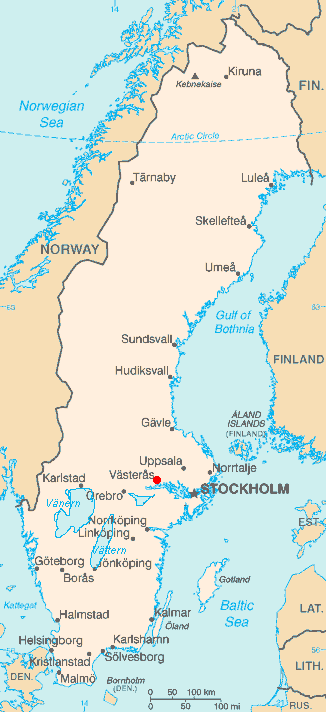
ヴェステルオースの位置

ヴェステロース（スウェーデン語: Västerås [vɛstɛrˈoːs] ( 音声ファイル)）は、スウェーデン中部スヴェアランド・ヴェストマンランド地方の都市。ヴェストマンランド県の県庁所在地であるヴェステロース市の中心地でもある。メーラレン湖岸の都市でストックホルムの西約100キロメートルに位置する。市人口は127,799人（2019年）。県人口は154,049人（2006年）である。

## 歴史
ヴェステロースは北欧で最も古い都市のひとつである。紀元1000年以前、ヴァイキングの時代に植民が始まったとされ、11世紀初頭には国内第2位の都市となった。また、12世紀に入る前には司教座都市となり、続く世紀には大聖堂や修道院が建設された。13世紀末には初の軍隊も設立された。
1623年には国内最古のギムナジウム（中等教育学校）であるRudbeckianska GymnasietがJohannes Rudbeckiusによりヴェステロースに設立された。
18世紀から19世紀にかけてはキュウリがよく育ったことから「キュウリの町」と呼ばれるようになり、現在もこの名前で呼ばれることがある。現在のヴェステロースでは、工業や小売業が特に盛んである。
2016年には、電気自動車向け二次電池の生産を手掛けるノースボルト社が創業。市内に本社を置き成長が期待されたが、2024年に事実上倒産している。

## 交通
- ストックホルム・ヴェステロース空港

## 姉妹都市
- オーレスン、ノルウェー
- アークレイリ、アイスランド
- ハボローネ、ボツワナ